# Der Benzinteufel
Der Benzinteufel lautet der deutsche Verleihtitel der US-amerikanischen Stummfilmkomödie Fast and Furious, die Melville W. Brown 1927 nach einem Drehbuch, das Raymond Cannon nach einer Idee von Reginald Denny – und mit diesem zusammen – verfasste, für Carl Laemmles Gesellschaft Universal Pictures gedreht hat. Denny spielt darin auch die Titelrolle des autoversessenen Junggesellen Tom. Seinen Schwarm Ethel verkörpert die Schauspielerin Barbara Worth.

## Handlung
Nichts macht Tom mehr Spaß als auf der Autobahn so richtig loszurasen – zumindest, bis er von einem anderen rücksichtslosen Raser von der Fahrbahn gedrängt wird. Aus dem Krankenhaus entlassen, muss Tom zu seinem Schrecken bemerken, dass er dort eine Todesangst vor Automobilen entwickelt hat. Tatsächlich springt er schon drei Fuß hoch in die Luft, wenn er auch nur ein Autohorn tuten hört. Natürlich dreht sich in der Geschichte alles darum, dass Tom unbedingt wieder ans Steuer eines Rennwagens können möchte, um sein Mädchen Ethel zu beeindrucken. Vorher aber wird er noch eingesperrt und kommt nur aus seiner Zelle heraus, weil sein Vater den Wärter bestochen hat.

## Produktion
Bei dieser Produktion der Universal Pictures wurde die Kamera von Arthur L. Todd geführt. Der Film hatte im Mai 1927 in Indianapolis Premiere und kam ab 12. Juni in die US-amerikanischen Kinos.
Er lief im Sommer 1927 über den Verleih der Parufamet auch in Deutschland. Hier wurde er im repräsentativen Erstaufführungshaus Ufa-Palast am Zoo in Berlin-Charlottenburg uraufgeführt.
Werner Richard Heymann stellte die Illustrationsmusik für das Kinoorchester zusammen, das von Kapellmeister Walter Winnig geleitet wurde.
Der Musik- und Theaterkritiker Franz Wallner-Basté berichtete am 2. August 1927 in der Filmmusik-Rundschau lobend – und mit zahlreichen launigen Anspielungen auf damalige Automarken – über die Aufführung:

„'Immer langsam voran' verhöhnt Heymann im ‘Benzinteufel’ das lächerlich inmitten all der Sechszylinder-Limousinen und Cabriolets hintrudelnde 1-PS-Pferdevehikel. Seine vom Kapellmeister Winnig als würdigem Vertreter Guttmanns dirigierte Musik folgt den Ereignissen elegant federnd mit 70 Kilometer Durchschnittsgeschwindigkeit und strafpunktfrei, man hört Anlasser und Kuppelung arbeiten, und die Signalhupe spielt die Rolle, die ihr in solchem Milieu billig zukommt.
Aber der Clou ist doch das große Rennen. Da gibt Heymann der Musik Vollgas; los rast sie mit den startenden Wagen. An schäumenden Maybächen cadillact man vorüber, das Tempo der Ford-Bewegung steigert sich, ohne Renaultmage, zum Presto (von den Geigen übernimmt das Blech knatternd die Führung). Zum Endspurt setzt, Horch!, die Trommel sempre accelerando mit aufregend gleichrhythmisiertem Rattern ein. Und da der kaltblütige Mann am Steyr niemals die Minerven verliert, erringt er, ein amerikanisierter Walter Stolzing, Siegespreis wie Braut, happy finish wie happy end von rechts wegen – justitia Fiat! Wenn die Theaterleitung während der Vorführung noch diskret etwas Benzin über dem Parkett verstäuben wollte: die Auto-Suggestion wäre vollkommen.“

Ab Oktober 1927 wurde der Film auch in Österreich gezeigt.
Ein Programmheft zu dem Film ist im Filmarchiv des Bundesarchivs unter der Nummer BArch FILMSG 1/1432. Sammlung Filmwerke erhalten.

## Nachwirkung
Fast and Furious war auch der Titel einer 1939 von MGM produzierten amerikanischen Mystery-Komödie. Unter der Regie von Busby Berkeley spielen darin Franchot Tone und Ann Sothern als Joel und Garda Sloane ein Buchhändler-Ehepaar, das nebenbei Verbrechen aufklärt.
Die 2001 begonnene Filmreihe Fast & Furious besteht aus mehreren Filmen, die mit Elementen der Genres Street-Racing-, Heist- und Agentenfilm spielen. Sie wird wiederum in den Universal Studios produziert.